# Конвой JW 54B
Конвой JW 54B (англ. Convoy JW 54B) — арктичний конвой транспортних і допоміжних суден у кількості 19 одиниць, який у супроводженні союзних кораблів ескорту прямував від берегів Шотландії та Ісландії до радянського порту Архангельськ. Конвой вийшов 22 листопада з Лох Ю і 3 грудня 1943 року JW 54B благополучно прибув до Кольської затоки. Втрат не мав.

## Кораблі та судна конвою JW 54B

### Транспортні судна
| Назва                  | Прапор          | Тоннаж (GRT) | Прим.                            |
| ---------------------- | --------------- | ------------ | -------------------------------- |
| Arthur L Perry (1943)  | США             | 7 176        | транспортне судно типу «Ліберті» |
| Daldorich (1930)       | Велика Британія | 5 571        |                                  |
| Empire Lionel (1942)   | Велика Британія | 7 030        |                                  |
| Empire Stalwart (1943) | Велика Британія | 7 045        |                                  |
| Eugene Field (1943)    | США             | 7 176        | транспортне судно типу «Ліберті» |
| Fort Columbia (1942)   | Велика Британія | 7 155        |                                  |
| Fort McMurray (1942)   | Велика Британія | 7 133        |                                  |
| Fort Poplar (1942)     | Велика Британія | 7 134        |                                  |
| Horace Gray (1943)     | США             | 7 200        | транспортне судно типу «Ліберті» |
| John Fitch (1942)      | США             | 7 181        | транспортне судно типу «Ліберті» |
| Ocean Strength (1942)  | Велика Британія | 7 173        |                                  |
| Rathlin (1936)         | Велика Британія | 1 600        | рятувальне судно конвою          |
| San Adolfo (1935)      | Велика Британія | 7 365        | танкер-заправник конвою          |
| Thomas Kearns (1943)   | США             | 7 194        | транспортне судно типу «Ліберті» |
| William L Marcy (1942) | США             | 7 176        | транспортне судно типу «Ліберті» |

### Кораблі ескорту
| Кораблі ближнього ескорту                                  |                                         |                                        |                                                                  |
| «Бігль»                                                    | Військово-морські сили Великої Британії | ескадрений міноносець типу «B»         | 22 листопада — 3 грудня                                          |
| «Діанелла»                                                 | Військово-морські сили Великої Британії | корвет типу «Флавер»                   | 23 листопада — 3 грудня                                          |
| «Поппі»                                                    | Військово-морські сили Великої Британії | корвет типу «Флавер»                   | 23 листопада — 3 грудня                                          |
| «Рододендрон»                                              | Військово-морські сили Великої Британії | корвет типу «Флавер»                   | 23 листопада — 3 грудня                                          |
| «Спідвел»                                                  | Військово-морські сили Великої Британії | тральщик типу «Гальсіон»               | 22 — 25 листопада                                                |
| «Гальсіон»                                                 | Військово-морські сили Великої Британії | тральщик типу «Гальсіон»               | 22 листопада — 3 грудня                                          |
| «Міддлтон»                                                 | Військово-морські сили Великої Британії | ескортний міноносець типу «Хант»       | 22 — 25 листопада                                                |
| «Савідж»                                                   | Військово-морські сили Великої Британії | ескадрений міноносець типу «S»         | 25 листопада — 2 грудня                                          |
| «Саумарез»                                                 | Військово-морські сили Великої Британії | лідер ескадрених міноносців типу «S»   | 25 листопада — 2 грудня                                          |
| «Скорпіон»                                                 | Військово-морські сили Великої Британії | ескадрений міноносець типу «S»         | 25 листопада — 2 грудня                                          |
| «Скодж»                                                    | Військово-морські сили Великої Британії | ескадрений міноносець типу «S»         | 25 листопада — 2 грудня                                          |
| «Сторд»                                                    | Військово-морські сили Норвегії         | ескадрений міноносець типу «S»         | 25 листопада — 2 грудня                                          |
| «Саладин»                                                  | Військово-морські сили Великої Британії | ескадрений міноносець типу «S»         | 22 — 25 листопада                                                |
| «Скейт»                                                    | Військово-морські сили Великої Британії | ескадрений міноносець типу «R»         | 22 — 25 листопада                                                |
| «Гарді»                                                    | Військово-морські сили Великої Британії | лідер ескадрених міноносців типу «V»   | 25 листопада — 2 грудня                                          |
| «Венус»                                                    | Військово-морські сили Великої Британії | ескадрений міноносець типу «V»         | 25 листопада — 2 грудня                                          |
| «Віджілент»                                                | Військово-морські сили Великої Британії | ескадрений міноносець типу «V»         | 25 листопада — 2 грудня                                          |
| Крейсерська група конвою (27 листопада — 3 грудня)         |                                         |                                        |                                                                  |
| «Кент»                                                     | Військово-морські сили Великої Британії | важкий крейсер типу «Каунті»           |                                                                  |
| «Джамайка»                                                 | Військово-морські сили Великої Британії | Легкий крейсер типу «Коронна колонія»  |                                                                  |
| «Бермуда»                                                  | Військово-морські сили Великої Британії | легкий крейсер типу «Коронна колонія»  |                                                                  |
| Океанська група прикриття конвою (28 листопада — 2 грудня) |                                         |                                        |                                                                  |
| «Енсон»                                                    | Військово-морські сили Великої Британії | Лінійний корабель типу «Кінг Джордж V» | Флагманський корабель командира групи віцеадмірала Брюса Фрезера |
| «Белфаст»                                                  | Військово-морські сили Великої Британії | легкий крейсер типу «Таун» (1936)      |                                                                  |
| «Ашанті»                                                   | Військово-морські сили Великої Британії | ескадрений міноносець типу «Трайбл»    |                                                                  |
| «Матчлес»                                                  | Військово-морські сили Великої Британії | ескадрений міноносець типу «M»         |                                                                  |
| «Маскітер»                                                 | Військово-морські сили Великої Британії | ескадрений міноносець типу «M»         |                                                                  |
| «Обд'юрет»                                                 | Військово-морські сили Великої Британії | ескадрений міноносець типу «O»         |                                                                  |

## Військові кораблі Крігсмаріне

### Підводні човни
| Назва | Тип   | Командир                                   | Прим. |
| ----- | ----- | ------------------------------------------ | ----- |
| U-277 | VII C | оберлейтенант-цур-зее Роберт Любсен        |       |
| U-307 | VII C | оберлейтенант-цур-зее Фрідріх-Георг Геррле |       |
| U-354 | VII C | капітан-лейтенант Карл-Гайнц Гербшлейб     |       |
| U-360 | VII C | капітан-лейтенант Клаус-Гельмут Беккер     |       |
| U-387 | VII C | капітан-лейтенант Рудольф Бюхлер           |       |

### Надводні кораблі
| Назва       | Тип                                    | Дії | Прим. |
| ----------- | -------------------------------------- | --- | ----- |
| «Шарнгорст» | лінійний корабель типу «Шарнгорст»     |     |       |
| Z29         | ескадрений міноносець типу 1936A       |     |       |
| Z30         | ескадрений міноносець типу 1936A       |     |       |
| Z33         | ескадрений міноносець типу 1936A (Mob) |     |       |
| Z34         | ескадрений міноносець типу 1936A (Mob) |     |       |
| Z38         | ескадрений міноносець типу 1936A (Mob) |     |       |